# Преобразование Фурье
Преобразование Фурье́ (символ ℱ) — операция, сопоставляющая одной функции вещественной переменной другую (вообще говоря, комплекснозначную) функцию вещественной переменной. Эта новая функция описывает коэффициенты («амплитуды») при разложении исходной функции на элементарные составляющие — гармонические колебания с разными частотами.

## Определение
В математике преобразование Фурье функции f, зависящей от одной вещественной переменной, является интегральным и задаётся следующей формулой:
{\displaystyle {\hat {f}}(\omega )={\frac {1}{\sqrt {2\pi }}}\int \limits _{-\infty }^{\infty }f(x)e^{-i\omega x}\,dx,}
где {\displaystyle i} — мнимая единица.
Тогда «формула обращения» (обратное преобразование Фурье) имеет вид:
{\displaystyle f(x)={\frac {1}{\sqrt {2\pi }}}\int \limits _{-\infty }^{\infty }{\hat {f}}(\omega )e^{i\omega x}\,d\omega }
Эта формула объясняет физический смысл преобразования Фурье: правая часть — (бесконечная) сумма гармонических колебаний {\displaystyle e^{i\omega x}} с частотами {\displaystyle \omega }, амплитудами {\displaystyle {\frac {1}{\sqrt {2\pi }}}|{\hat {f}}(\omega )|} и фазовыми сдвигами {\displaystyle \arg {\hat {f}}(\omega )} соответственно.
В радиотехнике (обработке сигналов) преобразование Фурье задаётся без множителя {\displaystyle {\frac {1}{\sqrt {2\pi }}}}:
{\displaystyle {\hat {f}}(\omega )=\int \limits _{-\infty }^{\infty }f(x)e^{-i\omega x}\,dx.}
Тогда «формула обращения» (обратное преобразование Фурье) имеет вид:
{\displaystyle f(x)={\frac {1}{2\pi }}\int \limits _{-\infty }^{\infty }{\hat {f}}(\omega )e^{i\omega x}\,d\omega }

## Свойства
Хотя формула, задающая преобразование Фурье, имеет ясный смысл только для функций класса {\displaystyle L_{1}(\mathbb {R} )}, преобразование Фурье может быть определено и для более широкого класса функций и даже обобщённых функций. Это возможно благодаря ряду свойств преобразования Фурье:
- Преобразование Фурье является линейным оператором:

{\displaystyle {\widehat {(\alpha f+\beta g)}}=\alpha {\hat {f}}+\beta {\hat {g}}.}
- Справедливо равенство Парсеваля: если {\displaystyle f\in L_{1}(\mathbb {R} )\cap L_{2}(\mathbb {R} )}, то преобразование Фурье сохраняет {\displaystyle L_{2}}-норму:

при наличии множителя {\displaystyle {\frac {1}{\sqrt {2\pi }}}} в преобразовании Фурье:
{\displaystyle \int \limits _{-\infty }^{\infty }|f(x)|^{2}\,dx=\int \limits _{-\infty }^{\infty }|{{\hat {f}}(w)}|^{2}\,d\omega .}
при отсутствии множителя {\displaystyle {\frac {1}{\sqrt {2\pi }}}} в преобразовании Фурье:
{\displaystyle \int \limits _{-\infty }^{\infty }|f(x)|^{2}\,dx={\frac {1}{2\pi }}\int \limits _{-\infty }^{\infty }|{{\hat {f}}(w)}|^{2}\,d\omega .}
Это свойство позволяет по непрерывности распространить определение преобразования Фурье на всё пространство {\displaystyle L_{2}(\mathbb {R} )}. 
Равенство Парсеваля будет при этом справедливо для всех {\displaystyle f\in L_{2}(\mathbb {R} )}.
- Теорема о свёртке: если {\displaystyle f,\;g\in L_{1}(\mathbb {R} )}, тогда

при наличии множителя {\displaystyle {\frac {1}{\sqrt {2\pi }}}} в преобразовании Фурье:
{\displaystyle {\widehat {(f\ast g)}}={\sqrt {2\pi }}{\widehat {f}}{\widehat {g}}},
при отсутствии множителя {\displaystyle {\frac {1}{\sqrt {2\pi }}}} в преобразовании Фурье:
{\displaystyle {\widehat {(f\ast g)}}={\widehat {f}}{\widehat {g}}},
где
{\displaystyle f\ast g=\int \limits _{-\infty }^{\infty }f(s)g(t-s)\,ds} — свертка функций {\displaystyle f} и {\displaystyle g}.
Эта формула может быть распространена и на случай обобщённых функций.
- Преобразование Фурье и дифференцирование. Если {\displaystyle f,\;f'\in L_{1}(\mathbb {R} )}, то

{\displaystyle {\widehat {(f')}}=i\omega {\widehat {f}}.}
Из этой формулы легко выводится формула для {\displaystyle n}-й производной:
{\displaystyle {\widehat {(f^{(n)})}}=(i\omega )^{n}{\widehat {f}}.}
Формулы верны и в случае обобщённых функций.
- Преобразование Фурье и сдвиг.

{\displaystyle {\widehat {f(x-x_{0})}}=e^{-i\omega x_{0}}{\hat {f}}(\omega ).}
Эта и предыдущая формула являются частными случаями теоремы о свёртке, так как сдвиг по аргументу — это свёртка со сдвинутой дельта-функцией {\displaystyle \delta (x-x_{0})}, а дифференцирование — свёртка с производной дельта-функции.
- Преобразование Фурье и растяжение.

{\displaystyle {\widehat {f(ax)}}=|a|^{-1}{\hat {f}}(\omega /a).}
- Формула суммирования Пуассона для принятого в данной статье определения:

при наличии множителя {\displaystyle {\frac {1}{\sqrt {2\pi }}}} в преобразовании Фурье:
{\displaystyle \sum _{k=-\infty }^{+\infty }f(k)={\sqrt {2\pi }}\sum _{n=-\infty }^{+\infty }{\hat {f}}(2\pi n)}
{\displaystyle \sum _{k=-\infty }^{+\infty }{\hat {f}}\left(k\right)={\sqrt {2\pi }}\sum _{n=-\infty }^{+\infty }f\left(2\pi n\right)}
при отсутствии множителя {\displaystyle {\frac {1}{\sqrt {2\pi }}}} в преобразовании Фурье:
{\displaystyle \sum _{k=-\infty }^{+\infty }f(k)=\sum _{n=-\infty }^{+\infty }{\hat {f}}(2\pi n)}
{\displaystyle \sum _{k=-\infty }^{+\infty }{\hat {f}}\left(k\right)=\sum _{n=-\infty }^{+\infty }f\left(2\pi n\right)}
Данные формулы могут быть получены из классической формулы суммирования Пуассона, которая задана для другой формы определения преобразования Фурье.
- Преобразование Фурье обобщённых функций. Преобразование Фурье можно определить для широкого класса обобщённых функций. Определим вначале пространство гладких быстро убывающих функций (пространство Шварца):

{\displaystyle S(\mathbb {R} ):=\left\{\varphi \in C^{\infty }(\mathbb {R} ):\forall n,\;m\in \mathbb {N} \;x^{n}\varphi ^{(m)}(x){\xrightarrow {x\to \infty }}0\right\}.}
Ключевым свойством этого пространства является то, что это инвариантное подпространство по отношению к преобразованию Фурье.
Теперь определим его двойственное пространство {\displaystyle S^{*}(\mathbb {R} )}. Это некоторое подпространство в пространстве всех обобщённых функций — так называемые обобщённые функции медленного роста. Теперь для функции {\displaystyle f\in S^{*}(\mathbb {R} )} её преобразованием Фурье называется обобщённая функция {\displaystyle {\hat {f}}\in S^{*}(\mathbb {R} )}, действующая на основные функции по правилу
{\displaystyle \langle {\hat {f}},\;\varphi \rangle =\langle f,\;{\hat {\varphi }}\rangle .}
Например, вычислим преобразование Фурье дельта-функции (при наличии множителя {\displaystyle {\frac {1}{\sqrt {2\pi }}}} в преобразовании Фурье):
{\displaystyle \langle {\hat {\delta }},\;\varphi \rangle =\langle \delta ,\;{\hat {\varphi }}\rangle =\left\langle \delta ,\;{\frac {1}{\sqrt {2\pi }}}\int \limits _{-\infty }^{\infty }\varphi (x)e^{-i\omega x}\,dx\right\rangle ={\frac {1}{\sqrt {2\pi }}}\int \limits _{-\infty }^{\infty }\varphi (x)\cdot 1\,dx=\left\langle {\frac {1}{\sqrt {2\pi }}},\;\varphi \right\rangle .}
Таким образом, преобразованием Фурье дельта-функции является константа {\displaystyle {\frac {1}{\sqrt {2\pi }}}}.

### Принцип неопределённости
Рассмотрим сигнал {\displaystyle x(t)}, для которого преобразование Фурье имеет вид:
{\displaystyle F(\omega )=\int \limits _{-\infty }^{\infty }x(t)e^{-i\omega t}dt}.
Перейдя от частоты {\displaystyle \omega =2\pi f} к частоте {\displaystyle f} получим:   
{\displaystyle F(f)=\int \limits _{-\infty }^{\infty }x(t)e^{-i2\pi ft}dt}.
Чем больше концентрация сигнала {\displaystyle x(t)} во временной области, тем более размазанным должен быть модуль его преобразования Фурье {\displaystyle |F(f)|}. В частности, свойство масштабирования преобразования Фурье можно представить так: если сжать функцию в t раз, то её преобразование Фурье растягивается в f раз. Невозможно произвольно сконцентрировать как функцию, так и её преобразование Фурье.
Предположим, что {\displaystyle f(t)} — квадратично-интегрируемая функция. Тогда норма или энергия сигнала выражается как:
{\displaystyle E=\int \limits _{-\infty }^{\infty }f^{2}(t)dt}.
Среднее значение для распределения энергии сигнала по времени имеет вид:
{\displaystyle t_{0}=\int \limits _{-\infty }^{\infty }tf^{2}(t)dt}.
В качестве меры длительности сигнала можно использовать удвоенную величину среднеквадратичной длительности {\displaystyle \Delta t=2{\sqrt {D_{t}}}}, называемую эффективной длительностью сигнала, где    
{\displaystyle D_{t}=\int \limits _{-\infty }^{\infty }(t-t_{0})^{2}f^{2}(t)dt}.
В терминах теории вероятности {\displaystyle D_{t}} — это центральный второй момент функции {\displaystyle f(t)}.
Среднее значение для распределения энергии сигнала в частотной области имеет вид:
{\displaystyle F_{0}=\int \limits _{-\infty }^{\infty }f|F(f)|^{2}df=0},
так как подынтегральная функция нечётна. 
В качестве меры локализации сигнала в частотной области можно использовать величину {\displaystyle \Delta f=2{\sqrt {D_{f}}}}, называемую эффективной шириной полосы частот сигнала, где    
{\displaystyle D_{f}=\int \limits _{-\infty }^{\infty }(f-F_{0})^{2}|F(f)|^{2}df=\int \limits _{-\infty }^{\infty }f^{2}|F(f)|^{2}df}.
В терминах теории вероятности {\displaystyle D_{f}} — это центральный второй момент функции {\displaystyle |F(f)|}.
Принцип неопределённости гласит, что для дифференцируемых вещественных сигналов {\displaystyle x(t)} с энергией {\displaystyle E},  для которых интеграл {\displaystyle t_{0}} сходится (то есть {\displaystyle t_{0}<\infty }) и {\displaystyle \lim _{t\to \pm \infty }tf^{2}(t)=0}, произведение эффективной длительности сигнала {\displaystyle \Delta t} и эффективной ширины полосы частот сигнала {\displaystyle \Delta f} ограничено снизу:  
{\displaystyle \Delta t\Delta f\geq {\frac {E}{\pi }}},
Равенство {\displaystyle \Delta t\Delta f={\frac {E}{\pi }}} достигается только в случае гауссова импульса {\displaystyle f(t)=Ce^{-kt^{2}}}, где {\displaystyle k} и {\displaystyle C} некоторые константы ({\displaystyle k>0}).    
В квантовой механике импульс и положение волновой функции являются парами преобразований Фурье с точностью до постоянной Планка. При правильном учёте этой постоянной, неравенство выше становится утверждением принципа неопределённости Гейзенберга.
Более сильным принципом неопределённости является принцип неопределённости Хиршмана, который выражается как:
{\displaystyle H\left(\left|x\right|^{2}\right)+H\left(\left|F\right|^{2}\right)\geq \ln \left({\frac {e}{2}}\right)}
где {\displaystyle H(p)} — дифференциальная энтропия функции плотности вероятности {\displaystyle p(z)}:
{\displaystyle H(p)=-\int \limits _{-\infty }^{\infty }p(z)\ln {\bigl (}p(z){\bigr )}dz},
Равенство достигается для функции Гаусса, как и в предыдущем случае.

## Применения
Преобразование Фурье используется во многих областях науки — в физике, теории чисел, комбинаторике, обработке сигналов, теории вероятностей, статистике, криптографии, акустике, океанологии, оптике, геометрии и многих других. В обработке сигналов и связанных областях преобразование Фурье обычно рассматривается как декомпозиция сигнала на частоты и амплитуды, то есть обратимый переход от временно́го пространства в частотное пространство. Богатые возможности применения основываются на нескольких полезных свойствах преобразования:
- Преобразования являются линейными операторами и, с соответствующей нормализацией, унитарными (свойство, известное как теорема Парсеваля, или, в более общем случае, как теорема Планшереля).
- Преобразования обратимы, причём обратное преобразование имеет практически такую же форму, как и прямое преобразование.
- Синусоидальные базисные функции (вернее, комплексные экспоненты) являются собственными функциями дифференцирования, что означает, что данное представление превращает линейные дифференциальные уравнения с постоянными коэффициентами в обычные алгебраические.
- По теореме о свёртке, преобразование Фурье превращает сложную операцию свёртки в простое умножение, что означает, что они обеспечивают эффективный способ вычисления основанных на свёртке операций, таких как умножение многочленов.
- Дискретная версия преобразования Фурье может быть быстро рассчитана на компьютерах с использованием алгоритма быстрого преобразования Фурье (БПФ).

## Разновидности

### Многомерное преобразование
Преобразование Фурье функций, заданных на пространстве {\displaystyle \mathbb {R} ^{n}}, определяется формулой:
{\displaystyle {\hat {f}}(\omega )={\frac {1}{(2\pi )^{n/2}}}\int \limits _{\mathbb {R} ^{n}}f(x)e^{-ix\cdot \omega }\,dx}
Здесь {\displaystyle \omega } и {\displaystyle x} — векторы пространства {\displaystyle \mathbb {R} ^{n}}, {\displaystyle x\cdot \omega } — их скалярное произведение. 
Обратное преобразование Фурье в этом случае задаётся формулой
{\displaystyle f(x)={\frac {1}{(2\pi )^{n/2}}}\int \limits _{\mathbb {R} ^{n}}{\hat {f}}(\omega )e^{ix\cdot \omega }\,d\omega }.
Эти формулы также можно записать в виде:
{\displaystyle {\hat {f}}(\omega _{1},\ldots ,\omega _{n})={\frac {1}{(2\pi )^{n/2}}}\int \limits _{-\infty }^{\infty }\!\!\ldots \!\!\int \limits _{-\infty }^{\infty }f(x_{1},\ldots ,x_{n})e^{-i(x_{1}\omega _{1}+\ldots +x_{n}\omega _{n})}dx_{1}\ldots dx_{n},}
{\displaystyle f(x_{1},\ldots ,dx_{n})={\frac {1}{(2\pi )^{n/2}}}\int \limits _{-\infty }^{\infty }\!\!\ldots \!\!\int \limits _{-\infty }^{\infty }{\hat {f}}(\omega _{1},\ldots ,\omega _{n})e^{i(x_{1}\omega _{1}+\ldots +x_{n}\omega _{n})}d\omega _{1}\ldots d\omega _{n}.}
Как и в одномерном случае, множитель {\displaystyle {\frac {1}{(2\pi )^{n/2}}}} в преобразовании Фурье может отсутствовать. Тогда множитель в обратном преобразовании Фурье будет равен {\displaystyle {\frac {1}{(2\pi )^{n}}}}.    
Формула для преобразования Фурье в многомерном случае может быть интерпретирована как разложение функции {\displaystyle f} в линейную комбинацию (суперпозицию) «плоских волн» вида {\displaystyle e^{ix\cdot \omega }} с амплитудами {\displaystyle {\frac {1}{(2\pi )^{n/2}}}|{\hat {f}}(\omega )|}, частотами {\displaystyle \omega } и фазовыми сдвигами {\displaystyle \arg {\hat {f}}(\omega )} соответственно.
Замечание относительно области задания преобразования Фурье и его основные свойства остаются справедливыми и в многомерном случае, со следующими уточнениями:
- Взятие частных производных под действием преобразования Фурье превращается в умножение на одноимённую координату:

{\displaystyle {\widehat {\frac {\partial f}{\partial x_{k}}}}=i\omega _{k}{\hat {f}}(\omega ).}
- Изменяется константа в теореме о свёртке:

{\displaystyle {\widehat {(f\ast g)}}=(2\pi )^{n/2}{\hat {f}}{\hat {g}}.}
- Преобразование Фурье и сжатие координат:

{\displaystyle {\widehat {\left(f\left({\frac {x}{|a|}}\right)\right)}}=|a|^{n}{\hat {f}}(\omega |a|).}
- Более общо, если {\displaystyle A\colon \mathbb {R} ^{n}\to \mathbb {R} ^{n}} — обратимое линейное отображение, то

{\displaystyle {\widehat {\left(f(Ax)\right)}}=|\det(A)|^{-1}{\hat {f}}((A^{T})^{-1}\omega ).}

### Ряды Фурье
Непрерывное преобразование само фактически является обобщением более ранней идеи рядов Фурье, которые определены для {\displaystyle 2\pi }-периодических функций и представляют собой разложение таких функций в (бесконечную) линейную комбинацию гармонических колебаний с целыми частотами:
{\displaystyle f(x)=\sum _{n=-\infty }^{\infty }{\hat {f}}_{n}\,e^{inx}.}
Разложение в ряд Фурье применимо также к функциям, заданным на ограниченных промежутках, поскольку такие функции могут быть периодически продолжены на всю прямую.
Ряд Фурье является частным случаем преобразования Фурье, если последнее понимать в смысле обобщённых функций. Для любой {\displaystyle 2\pi }-периодической функции имеем
{\displaystyle {\hat {f}}(\omega )={\sqrt {2\pi }}\sum _{n=-\infty }^{\infty }{\hat {f}}_{n}\delta (\omega -n).}
Иными словами, преобразование Фурье периодической функции представляет собой сумму точечных нагрузок в целых точках и равно нулю вне их.

### Дискретное преобразование
Дискретное преобразование Фурье — преобразование конечных последовательностей (комплексных) чисел, которое, как и в непрерывном случае, превращает свёртку в поточечное умножение. Используется в цифровой обработке сигналов и в других ситуациях, где необходимо быстро выполнять свёртку, например, при умножении больших чисел.
Пусть {\displaystyle x_{0},\;x_{1},\;\ldots ,\;x_{n-1}} — последовательность комплексных чисел. Рассмотрим многочлен {\displaystyle f(t)=x_{0}+x_{1}t+x_{2}t^{2}+\ldots +x_{n-1}t^{n-1}}. Выберем какие-нибудь {\displaystyle n} точек на комплексной плоскости {\displaystyle z_{0},\;z_{1},\;\ldots ,\;z_{n-1}}. Теперь многочлену {\displaystyle f(t)} мы можем сопоставить новый набор из {\displaystyle n} чисел: {\displaystyle f_{0}:=f(z_{0}),\;f_{1}:=f(z_{1}),\;\ldots ,\;f_{n-1}:=f(z_{n-1})}. Заметим, что это преобразование обратимо: для любого набора чисел {\displaystyle f_{0},\;f_{1},\;\ldots ,\;f_{n-1}} существует единственный многочлен {\displaystyle f(t)} степени не выше {\displaystyle n-1} с такими значениями в {\displaystyle z_{0},\;\ldots ,\;z_{n-1}} соответственно (см. Интерполяция).
Набор {\displaystyle \{f_{k}\}} и называется дискретным преобразованием Фурье исходного набора {\displaystyle \{x_{k}\}}. В качестве точек {\displaystyle z_{k}} обычно выбирают корни {\displaystyle n}-й степени из единицы:
{\displaystyle z_{k}=e^{\frac {2\pi ik}{n}}}.
Такой выбор продиктован тем, что в этом случае обратное преобразование принимает простую форму, а также тем, что вычисление преобразования Фурье может быть выполнено особенно быстро. Так, в то время как вычисление свёртки двух последовательностей длины {\displaystyle n} напрямую требует порядка {\displaystyle n^{2}} операций, переход к их преобразованию Фурье и обратно по быстрому алгоритму может быть выполнен за {\displaystyle O(n\log n)} операций. Для преобразований Фурье свёртке соответствует покомпонентное умножение, которое требует лишь порядка {\displaystyle n} операций.

### Оконное преобразование
{\displaystyle F(t,\;\omega )=\int \limits _{-\infty }^{\infty }f(\tau )W(\tau -t)e^{-i\omega \tau }\,d\tau ,}
где {\displaystyle F(t,\;\omega )} даёт распределение частот (вообще говоря, несколько искажённое) части оригинального сигнала {\displaystyle f(t)} в окрестности момента времени {\displaystyle t}.
Классическое преобразование Фурье имеет дело со спектром сигнала, взятым во всём диапазоне существования переменной. Нередко интерес представляет только локальное распределение частот, в то время как требуется сохранить изначальную переменную (обычно время). В этом случае используется обобщение преобразования Фурье — так называемое оконное преобразование Фурье. Для начала необходимо выбрать некоторую оконную функцию {\displaystyle W}, причём эта функция должна иметь хорошо локализованный спектр.
На практике дискретный спектральный анализ реализован в современных цифровых осциллографах и анализаторах спектра. Используется, как правило, выбор окна из 3—10 типов. Применение окон принципиально необходимо, поскольку в реальных приборах исследуется всегда некоторая вырезка из исследуемого сигнала. При этом разрывы сигнала вследствие вырезки резко искажают спектр из-за наложения спектров скачков на спектр сигнала.
Некоторые анализаторы спектра используют быстрое (или кратковременное) оконное преобразование. При нём сигнал заданной длительности разбивается на ряд интервалов с помощью скользящего окна того или иного типа. Это позволяет получать, исследовать и строить в виде спектрограмм динамические спектры и анализировать их поведение во времени. Спектрограмма строится в трёх координатах — частота, время и амплитуда. При этом амплитуда задаётся цветом или оттенком цвета каждого прямоугольника спектрограммы. Подобные анализаторы спектра называют анализаторами спектра реального времени. Основным их производителем является корпорация Keysight Technologies (США), Rohde & Schwarz (Германия), Tektronix (США). Такие анализаторы появились в конце прошлого века и ныне бурно развиваются. Частотный диапазон исследуемых ими сигналов достигает сотен гигагерц.
Указанные методы спектрального анализа реализуются и в системах компьютерной математики, например, Mathcad, Mathematica, Maple и MATLAB.

### Другие варианты
Дискретное преобразование Фурье является частным случаем (и иногда применяется для аппроксимации) дискретного во времени преобразования Фурье (DTFT), в котором {\displaystyle x_{k}} определены на дискретных, но бесконечных областях, и таким образом спектр является непрерывным и периодическим. Дискретное во времени преобразование Фурье является по существу обратным для рядов Фурье.
Эти разновидности преобразования Фурье могут быть обобщены на преобразования Фурье произвольных локально компактных абелевых топологических групп, которые изучаются в гармоническом анализе; они преобразуют группу в её дуальную группу. Эта трактовка также позволяет сформулировать теорему о свёртке, которая устанавливает связь между преобразованиями Фурье и свёртками. См. также дуализм Понтрягина.

## Интерпретация в терминах времени и частоты
В терминах обработки сигналов преобразование берёт представление функции сигнала в виде временны́х рядов и отображает его в частотный спектр, где {\displaystyle \omega } — угловая частота. То есть оно превращает функцию времени в функцию частоты; это разложение функции на гармонические составляющие на различных частотах.
Когда функция {\displaystyle f} является функцией времени и представляет физический сигнал, преобразование имеет стандартную интерпретацию как спектр сигнала. Абсолютная величина получающейся в результате комплексной функции {\displaystyle F(\omega )} пропорциональна амплитудам соответствующих частот {\displaystyle \omega }, в то время как фазовые сдвиги являются аргументами этой комплексной функции.
Однако преобразования Фурье не ограничиваются функциями времени и временными частотами. Они могут в равной степени применяться для анализа пространственных частот, также как для практически любых других функций.

## Примеры формул
Следующая таблица содержит список формул для преобразования Фурье. {\displaystyle F(\omega )} и {\displaystyle G(\omega )} обозначают Фурье компоненты функций {\displaystyle f(t)} и {\displaystyle g(t)}, соответственно. {\displaystyle f} и {\displaystyle g} должны быть интегрируемыми функциями или обобщёнными функциями.
|    | Функция                                                       | Образ с множителем {\displaystyle {\frac {1}{\sqrt {2\pi }}}}                                                | Образ с множителем {\displaystyle 1}                                                  | Примечания |
| -- | ------------------------------------------------------------- | --- | ------------------------------------------------------------------------------------- | --- |
|    | {\displaystyle f(x)}                                          | {\displaystyle F(\omega )={\frac {1}{\sqrt {2\pi }}}\int \limits _{-\infty }^{\infty }f(x)e^{-ix\omega }dx}  | {\displaystyle F(\omega )=\int \limits _{-\infty }^{\infty }f(x)e^{-ix\omega }dx}     | |
| 1  | {\displaystyle af(t)+bg(t)}                                   | {\displaystyle aF(\omega )+bG(\omega )}                                                                      | {\displaystyle aF(\omega )+bG(\omega )}                                               | Линейность |
| 2  | {\displaystyle f(t-a)}                                        | {\displaystyle e^{-i\omega a}F(\omega )}                                                                     | {\displaystyle e^{-i\omega a}F(\omega )}                                              | Запаздывание |
| 3  | {\displaystyle e^{iat}f(t)}                                   | {\displaystyle F(\omega -a)}                                                                                 | {\displaystyle F(\omega -a)}                                                          | Частотный сдвиг |
| 4  | {\displaystyle f(at)}                                         | {\displaystyle \|a\|^{-1}F\left({\frac {\omega }{a}}\right)}                                                 | {\displaystyle \|a\|^{-1}F\left({\frac {\omega }{a}}\right)}                          | Если {\displaystyle a} большое, то {\displaystyle f(at)} сосредоточена около нуля, и {\displaystyle \|a\|^{-1}F\left({\frac {\omega }{a}}\right)} становится плоским                                                                                          |
| 5  | {\displaystyle {\frac {d^{n}f(t)}{dt^{n}}}}                   | {\displaystyle (i\omega )^{n}F(\omega )}                                                                     | {\displaystyle (i\omega )^{n}F(\omega )}                                              | Свойство преобразования Фурье от {\displaystyle n}-й производной |
| 6  | {\displaystyle \int \limits _{-\infty }^{t}f(\tau )d\tau }    | {\displaystyle {\sqrt {\frac {\pi }{2}}}F(0)\delta (\omega )+{\frac {1}{{\sqrt {2\pi }}i\omega }}F(\omega )} | {\displaystyle \pi F(0)\delta (\omega )+{\frac {1}{i\omega }}F(\omega )}              | Свойство преобразования Фурье от интеграла |
| 7  | {\displaystyle t^{n}f(t)}                                     | {\displaystyle i^{n}{\frac {d^{n}F(\omega )}{d\omega ^{n}}}}                                                 | {\displaystyle i^{n}{\frac {d^{n}F(\omega )}{d\omega ^{n}}}}                          | Это обращение правила 5 |
| 8  | {\displaystyle f(t)*g(t)}                                     | {\displaystyle {\sqrt {2\pi }}F(\omega )G(\omega )}                                                          | {\displaystyle F(\omega )G(\omega )}                                                  | Запись {\displaystyle f*g} означает свёртку {\displaystyle f} и {\displaystyle g}: {\displaystyle f(t)*g(t)=\int \limits _{-\infty }^{\infty }f(\tau )g(t-\tau )d\tau }. Это правило — теорема о свёртке                                                      |
| 9  | {\displaystyle f(t)g(t)}                                      | {\displaystyle {\frac {F(\omega )*G(\omega )}{\sqrt {2\pi }}}}                                               | {\displaystyle {\frac {F(\omega )*G(\omega )}{2\pi }}}                                | Это обращение 8 |
| 10 | {\displaystyle \delta (t)}                                    | {\displaystyle {\frac {1}{\sqrt {2\pi }}}}                                                                   | {\displaystyle 1}                                                                     | {\displaystyle \delta (t)} означает дельта-функцию Дирака |
| 11 | {\displaystyle 1}                                             | {\displaystyle {\sqrt {2\pi }}\delta (\omega )}                                                              | {\displaystyle 2\pi \delta (\omega )}                                                 | Обращение 10. |
| 12 | {\displaystyle t^{n}}                                         | {\displaystyle i^{n}{\sqrt {2\pi }}\delta ^{(n)}(\omega )}                                                   | {\displaystyle i^{n}2\pi \delta ^{(n)}(\omega )}                                      | Здесь {\displaystyle n} — натуральное число, {\displaystyle \delta ^{(n)}(\omega )} — {\displaystyle n}-я производная дельта-функции Дирака. Следствие правил 7 и 11. Использование его вместе с правилом 1 позволяет делать преобразования любых многочленов |
| 13 | {\displaystyle e^{iat}}                                       | {\displaystyle {\sqrt {2\pi }}\delta (\omega -a)}                                                            | {\displaystyle 2\pi \delta (\omega -a)}                                               | Следствие 3 и 11 |
| 14 | {\displaystyle \cos(at)}                                      | {\displaystyle {\sqrt {2\pi }}{\frac {\delta (\omega -a)+\delta (\omega +a)}{2}}}                            | {\displaystyle \pi (\delta (\omega -a)+\delta (\omega +a))}                           | Следствие 1 и 13 с использованием формулы Эйлера {\displaystyle \cos(at)={\frac {1}{2}}\left(e^{iat}+e^{-iat}\right)} |
| 15 | {\displaystyle \sin(at)}                                      | {\displaystyle {\sqrt {2\pi }}{\frac {\delta (\omega -a)-\delta (\omega +a)}{2i}}}                           | {\displaystyle -i\pi (\delta (\omega -a)-\delta (\omega +a))}                         | Также из 1 и 13 |
| 16 | {\displaystyle \exp(-at^{2})}                                 | {\displaystyle {\frac {1}{\sqrt {2a}}}\exp \left({\frac {-\omega ^{2}}{4a}}\right)}                          | {\displaystyle {\sqrt {\frac {\pi }{a}}}\exp \left({\frac {-\omega ^{2}}{4a}}\right)} | Показывает, что функция Гаусса {\displaystyle \exp(-t^{2}/2)} совпадает со своим изображением |
| 17 | {\displaystyle W{\sqrt {\frac {2}{\pi }}}\mathrm {sinc} (Wt)} | {\displaystyle \mathrm {rect} \left({\frac {\omega }{2W}}\right)}                                            | {\displaystyle {\sqrt {2\pi }}\mathrm {rect} \left({\frac {\omega }{2W}}\right)}      | Прямоугольная функция — передаточная характеристика идеального фильтра нижних частот, а функция sinc(x) — его импульсная характеристика |
| 18 | {\displaystyle {\frac {1}{t}}}                                | {\displaystyle -i{\sqrt {\frac {\pi }{2}}}\operatorname {sgn}(\omega )}                                      | {\displaystyle -i\pi \operatorname {sgn}(\omega )}                                    | Здесь {\displaystyle \operatorname {sgn}(\omega )} — функция sgn. Это правило согласуется с 7 и 11 |
| 19 | {\displaystyle {\frac {1}{t^{n}}}}                            | {\displaystyle -i{\sqrt {\frac {\pi }{2}}}{\frac {(-i\omega )^{n-1}}{(n-1)!}}\operatorname {sgn}(\omega )}   | {\displaystyle -i\pi {\frac {(-i\omega )^{n-1}}{(n-1)!}}\operatorname {sgn}(\omega )} | Обобщение 18 |
| 20 | {\displaystyle \operatorname {sgn}(t)}                        | {\displaystyle {\sqrt {\frac {2}{\pi }}}{\frac {1}{i\omega }}}                                               | {\displaystyle {\frac {2}{i\omega }}}                                                 | Обращение 17 |
| 21 | {\displaystyle \theta (t)}                                    | {\displaystyle {\frac {1}{\sqrt {2\pi }}}({\frac {1}{i\omega }}+\pi \delta (\omega ))}                       | {\displaystyle {\frac {1}{i\omega }}+\pi \delta (\omega )}                            | Здесь {\displaystyle \theta (t)} — функция Хевисайда. Следует из правил 1 и 20 |